# سورة القيامة
سورة القيامة هي سورة مكية، من المفصل، آياتها 40، وترتيبها في المصحف 75، في الجزء التاسع والعشرين، بدأت بأسلوب قسم ﴿لَا أُقْسِمُ بِيَوْمِ الْقِيَامَةِ ۝١﴾ [القيامة:1]، نزلت بعد سورة القارعة. تحتوي على سكتة في الآية 27: ﴿وَقِيلَ مَنْ رَاقٍ ۝٢٧﴾ [القيامة:27] عند كلمة «مَنْ». جاءت تسميتها «القيامة» لتصويرها يوم القيامة والأهوال فيه.
من موضوعات السورة: ذكر بعض أهوال يوم القيامة، وحرص النبي صلى الله عليه وسلم على تلقي الوحي بشكل متقن دون أي خلل، وأنواع الوجوه يوم القيامة: وجوه ناضرة، ووجوه باسرة.
ومن مقاصد السورة: إثبات القيامة وبيان تأثيرها على العالم بتمامه، وإنذار من كفر بها، وإظهار قدرة الله تعالى على بعث الخلق وجمعهم يوم القيامة، وآداب سماع الوحي، والوعد باللقاء والرؤية، والإخبار عن أحوال الموت وسكراته، والتأكيد على أن الإنسان هو المقصود الأعظم من خلق الأكوان.

## أسباب النزول
- أسباب نزول الآية (16) وما بعدها عن ابن عباس قال: كان رسول الله - ﷺ - إذا نزل عليه الوحي يحرك به لسانه يريد أن يحفظه، فأنزل الله الآيات - أخرجه البخاري . وعن ابن عباس: أن رسول الله - ﷺ - كان يعالج من التنزيل شدة، فكان يحرك به لسانه وشفتيه مخافة أن يتفلت منه، يريد أن يحفظه فأنزل الله تعالى (لاتحرك به لسانك لتعجل به إن علينا جمعه وقرآنه ) يقول: إن علينا أن نجمعه في صدرك ثم تقرأه (فإذا قرأناه) يقول: فإذا أنزلناه عليك (فاتبع قرآنه) يقول: فاستمع له وأنصت (ثم إن علينا بيانه) يقول: أن نبينه بلسانك فتقرأه، فكان رسول الله بعد ذلك إذا أتاه جبريل أطرق واستمع، فإذا ذهب جبريل قرأه كما أقرأه الله تعالى - أخرجه البخاري ومسلم .
- أسباب نزول الآية (34): عن سعيد بن جبير: أنه سأل ابن عباس عن قوله (أولى لك فأولى) أشيء قاله رسول الله - ﷺ - لأبي جهل من قبل نفسه، أم أمره الله به ؟ قال: بل قاله من قبل نفسه، ثم أنزله الله تعالى - أخرجه النسائي والحاكم وصححه . قيل: إن رسول الله خرج من المسجد فاستقبله أبو جهل على باب المسجد، فأخذ رسول الله - ﷺ - بيد أبي جهل فهزه مرة أو مرتين ثم قال له: (أولى لك فأولى) ، فقال له أبو جهل: أتهددنى ؟ فوالله إني لا أعز أهل الوادي وأكرمه، ونزل على رسول الله - ﷺ - ما قاله النبي لأبي جهل، وهي كلمة وعيد .[5]

## تسميتها
سميت بسورة القيامة؛ لأنها افتتحت بالقسم بيوم القيامة، وتسمى بسورة {لَا أُقْسِمُ بِيَوْمِ الْقِيَامَةِ} [القيامة: 1]. عدد آياتها: (40) آية في عد الكوفيين، و (39) في عد الباقين من أهل العدد. عدد كلماتها: (199) كلمة. عدد حروفها: (352) حرفا. وهي سورة مكية. ترتيبها في القرآن الكريم السورة الخامسة والسبعون.

## مناسبة السورة لما قبلها
تحدثت سورة القيامة عن يوم القيامة وأهوالها، وذلك لأنه تقدم قبلها في سورة المدثر إثبات يوم القيامة: {فَإِذَا نُقِرَ فِي النَّاقُورِ} [المدثر: 8]، وتقدم أيضا ذكر تكذيب المجرمين بيوم الدين أنهم قالوا: {وَكُنَّا نُكَذِّبُ بِيَوْمِ الدِّينِ} [المدثر: 46] فجاءت هذه السورة في ذكر ذلك اليوم وأهواله.

## مناسبة أول السورة بآخرها
بدأت سورة القيامة بذكر إحياء الموتى {أَيَحْسَبُ الْإِنْسَانُ أَلَّنْ نَجْمَعَ عِظَامَهُ، بَلَى قَادِرِينَ عَلَى أَنْ نُسَوِّيَ بَنَانَه} [القيامة: 3 – 4]، وختمت بذكر إحياء الموتى أيضا {أَلَيْسَ ذَلِكَ بِقَادِرٍ عَلَى أَنْ يُحْيِيَ الْمَوْتَى} [القيامة: 40].

## موضوع السورة
تناولت السورة أغراض البعث والجزاء، وهو أحد أركان الإيمان. وركزت بشكل خاص على يوم القيامة وما يحدث فيه من أهوال، وأقسام الناس في ذلك اليوم إلى فريقين: فريق السعداء وفريق الأشقياء، فالسعداء تتلألأ وجوههم وتضيء وهم ينظرون إلى الرب سبحانه، والأشقياء سوف تكون وجههم مظلمة قاتمة يعلوها الذل والهوان.
صوَّرت السورة حال الإنسان وقت الاحتضار حيث يلقى من الكرب والضيق مالم يكن في الحسبان. وأشارت السورة إلى بعض الأدلة والبراهين في إثبات البعث بعد الموت.

## ما تفردت به السورة
- صلى بها النبي صلى الله عليه وسلم وبسورة الإنسان في ركعة واحدة.
- اشتملت على آيتين تعتبران أصلا في رؤية أهل الجنة لله تعالى يوم القيامة، {وُجُوهٌ يَوْمَئِذٍ نَاضِرَةٌ، إِلَى رَبِّهَا نَاظِرَةٌ} [القيامة: 22 – 23].
- لم يذكر فيها لفظ الجلالة (الله) جل جلاله.
- ذكر فيها وصف الموت وسكراته.[16]